# Marvin Ducksch
Marvin Ducksch (* 7. März 1994 in Dortmund) ist ein deutscher Fußballspieler. Der Stürmer steht seit Anfang August 2025 bei Birmingham City unter Vertrag und wurde 2 Mal als deutscher Nationalspieler eingesetzt.

## Karriere

### Vereine

#### Jugend und erste Profierfahrungen in Dortmund, Leihe nach Paderborn
Ducksch begann mit vier Jahren mit dem Fußballspielen und wurde zunächst von seinem Vater Klaus, zu dieser Zeit Trainer beim BSV Fortuna Dortmund 58, trainiert. Seine Eltern meldeten ihn 2002 ohne sein Wissen zum „Tag der Talente“ bei Borussia Dortmund an. Die Leistungen des damals Achtjährigen gefielen den Scouts und ermöglichten später den Wechsel zu Borussia Dortmund.
Ducksch galt als hoffnungsvolles Talent in der Jugendabteilung des BVB. Schon in der B-Junioren-Bundesliga stellte er seinen Torinstinkt unter Beweis. So gelangen ihm beispielsweise in seinem letzten Jahr in der U17 33 Tore, womit er zehn Tore mehr erzielte als Marvin Höner, der Platz 2 in der Torjägerliste der Staffel West belegte. Ducksch, der aufgrund von Einsätzen für die U19 sogar acht Spiele verpasste, hatte dreimal drei Tore geschossen, einmal vier und beim 12:1 gegen den Wuppertaler SV sogar sechs. Er verpasste aber mit Teamkameraden wie Jeremy Dudziak oder Nico Knystock den Staffelsieg hinter dem späteren Meister 1. FC Köln. Im Anschluss an die Spielzeit wurde der Angreifer von Trainer Steffen Freund für die U17-WM 2011 nominiert, bei der er mit Deutschland Dritter wurde.
In der Rückrunde der Saison 2011/12 rückte der 17-jährige Ducksch, der nun auch Teil der A-Jugend war, in die Dortmunder U23 auf und absolvierte sein erstes Spiel im Herrenbereich am 28. Januar 2012 gegen die zweite Mannschaft von Bayer 04 Leverkusen. Nach einer kleinen Eingewöhnungszeit erzielte er in fünf aufeinanderfolgenden Spielen sieben Tore. Gegen den SC Fortuna Köln und die SV Elversberg verzeichnete er jeweils einen Doppeltorerfolg, gegen die U23-Mannschaften des 1. FSV Mainz 05, des 1. FC Köln und von Eintracht Trier traf er jeweils einmal. Die zweite Mannschaft des BVB hatte am Ende der Hinrunde 14 Punkte Rückstand auf die Sportfreunde Lotte und damit den einzigen Aufstiegsplatz; in der Rückrunde erreichte das Team 52 von 57 möglichen Punkten und stieg folglich mit einem Punkt Vorsprung vor Lotte erstmals in die 3. Liga auf. In der Vorbereitung auf die Spielzeit 2012/13 trainierte Ducksch bei der von Jürgen Klopp verantworteten Bundesligameistermannschaft mit, da aufgrund der Europameisterschaft 2012 noch viele Nationalspieler im Kader fehlten. In der 3. Liga debütierte der Stürmer am 3. Spieltag gegen Alemannia Aachen nach einer Einwechslung, nachdem er den Saisonstart krankheitsbedingt verpasst hatte. Zwei Wochen später erlitt Ducksch im Spiel gegen die Kickers Offenbach einen Ermüdungsbruch im Mittelfuß und fiel die folgenden sechs Monate aus. Am 18. Mai 2013 erzielte der wieder genesene 19-Jährige den Treffer zum 1:0-Sieg im Auswärtsspiel gegen den VfB Stuttgart II, nachdem er bereits am 36. Spieltag Tim Treudes 2:2 gegen Heidenheim vorbereitete und beim 4:3 gegen Erfurt drei direkte Torbeteiligungen hatte vorweisen können. Durch den Sieg am letzten Spieltag sicherte sich die Dortmunder U23 den Klassenverbleib, welcher jedoch durch die nachträgliche Lizenzverweigerung für die besser platzierten Offenbacher auch bei einer Niederlage erreicht worden wäre.
Die Vorbereitung auf die Saison 2013/14 absolvierte Ducksch erneut mit der ersten Mannschaft und durfte dann Anfang August 2013 in der 1. Runde des DFB-Pokals gegen den SV Wilhelmshaven erstmals für diese auflaufen. Beim 3:0 gegen den Regionalligisten schoss der junge Stürmer ein Tor und bereitete ein weiteres vor. Es folgten im weiteren Saisonverlauf fünf Einwechslungen in der Bundesliga sowie ein Spiel über 90 Minuten (1:1 gegen Nürnberg). Gegen die Franken hätte Ducksch nach 54 Minuten freistehend treffen können, vergab aber die Chance und wurde letztendlich vom kicker mit einer 4,5 benotet. Da er im teaminternen Stürmerranking hinter Robert Lewandowski, Henrich Mchitarjan und Pierre-Emerick Aubameyang rangierte, sammelte Ducksch erneut seine meisten Einsatzminuten in der 3. Liga.
Nachdem Lewandowski und Julian Schieber den Verein im Sommer 2014 verlassen hatten, verpflichtete der BVB mit Ciro Immobile und Adrián Ramos zwei neue Stürmer. Ducksch wurde hingegen an den Bundesligaaufsteiger SC Paderborn 07 verliehen und ersetzte hier gemeinsam mit Stefan Kutschke die zwei vorherigen Leihspieler Rick ten Voorde und Saliou Sané. Trainer André Breitenreiter setzte zu Saisonbeginn häufig auf Elias Kachunga, der bereits in der Aufstiegssaison Stammkraft im Sturmzentrum gewesen war. Ein Infekt kostete Ducksch drei Partien, ein weiterer Mittelfußbruch, den er sich nach dem Jahreswechsel im Wintertrainingslager zuzog, bedeutete dann das vorzeitige Saisonende. Insgesamt kam der Leihstürmer auf neun Bundesligapartien mit einem Torerfolg.
Nach dem Abstieg der Paderborner kehrte Ducksch zur Saison 2015/16 nach Dortmund zurück. Dort war er aber fortan nicht mehr Teil des nun von Thomas Tuchel verantworteten Bundesligateams, sondern gehörte ebenso wie der von dort versetzte Verteidiger Marian Sarr fest der zweiten Mannschaft an. Dortmund II war mittlerweile wieder in die viertklassige Regionalliga West abgestiegen und hatte mit Tim Väyrynen, Julian Derstroff und Oğuzhan Kefkir drei Offensivspieler abgeben müssen. Die Dortmunder U23 blieb zu Saisonbeginn sieben Partien in Folge sieglos, am 8. Spieltag konnte der 21-jährige Ducksch wieder verletzungsfrei auf dem Feld stehen. Im weiteren Verlauf gelangen ihm 15 Tore und zwölf Vorlagen, wodurch er beinahe an der Hälfte aller Treffer des Teams direkt beteiligt gewesen war und somit einen entscheidenden Anteil am Erreichen des vierten Tabellenrangs hatte. Dem jungen Stürmer gelang gegen Rödinghausen und Velbert jeweils ein „Dreierpack“, beim 5:1 in Rödinghausen bereitete Ducksch auch noch eins der Tore vor. Im ligainternen Vergleich waren nur fünf weitere Spieler noch effektiver als Ducksch, der wiederum einen Treffer mehr als sein zwei Jahre jüngerer Mitspieler Michael Eberwein verbuchen konnte.

#### Zweite und dritte Liga im Norden
Zur Saison 2016/17 wechselte Ducksch in die 2. Bundesliga zum FC St. Pauli und erhielt einen bis zum 30. Juni 2019 datierten Dreijahresvertrag. Bis September 2016 musste er sich im Sturm hinter Aziz Bouhaddouz einreihen, anschließend bekam er viermal über die volle Spielzeit das Vertrauen ausgesprochen, traf aber lediglich einmal. Ab dem 5. Spieltag blieb Ducksch mit den Hamburgern für elf Spiele ohne Sieg und rutschte mit ihnen auf den letzten Tabellenplatz ab. In der folgenden Winterpause wurde der Stürmer Lennart Thy leihweise aus Bremen verpflichtet und Ducksch für die Rückrunde an den Drittligisten Holstein Kiel ausgeliehen. In 16 Spielen schoss der Angreifer fünf Tore für Kiel und bereitete vier weitere vor. In der Saisonendphase assistierte Ducksch seinem Teamkameraden Kingsley Schindler beim 2:1 über Hansa Rostock, einen Spieltag später schoss er das einzige Tor beim 1:0 gegen Großaspach. Diese sechs Punkte waren letztendlich entscheidend für das Erreichen der Vizemeisterschaft hinter dem MSV Duisburg und der damit verbundenen Rückkehr Kiels in die zweite Liga nach 36-jähriger Abstinenz. Eine Woche nach dem Aufstieg gewann der Stürmer, dessen Leihe um die Saison 2017/18 verlängert wurde, mit der KSV Holstein den SHFV-Pokal. In der zweiten Bundesliga war Ducksch Stammspieler im Sturm, am häufigsten spielte er mit dem offensiven Mittelfeldspieler Dominick Drexler sowie Schindler und Steven Lewerenz auf den Flügeln zusammen. Mit 18 Treffern wurde er schließlich vor Hanno Behrens, Lukas Hinterseer und Steven Skrzybski Torschützenkönig und assistierte darüber hinaus seinen Mitspielern weitere elf Mal bei ihren Toren. Sowohl gegen Heidenheim wie auch 5:1 in Ingolstadt steuerte der Westfale je vier direkte Torbeteiligungen bei, sechsmal sicherten seine Tore mindestens ein Unentschieden. Hinter Fortuna Düsseldorf und dem 1. FC Nürnberg wurde Kiel Tabellendritter und hatte mit 71 die mit Abstand meisten Tore vorzuweisen. Der Durchmarsch von der dritten in die erste Liga gelang den Störchen aber nicht, da der Nordrivale VfL Wolfsburg in beiden Relegationsspielen siegreich war.

#### Bundesliga und zweite Liga mit Düsseldorf und Hannover
Zur Spielzeit 2018/19 kehrte Ducksch nicht zum FC St. Pauli zurück, sondern wechselte fest in die Bundesliga nach Düsseldorf. Zu Beginn der Saison spielte er regelmäßig und kam in den ersten zehn Bundesligaspielen zum Einsatz, konnte aber nur ein Tor vorbereiten und blieb mit seiner Mannschaft sechsmal in Folge sieglos. Daraufhin wurde Ducksch durch Dodi Lukébakio als erste Wahl in der Sturmspitze ersetzt und kam bis zur Winterpause nicht mehr zum Einsatz. Der Belgier Lukébakio bestätigte seine Berücksichtigung mittels dreier Tore gegen den amtierenden Meister FC Bayern München und traf im Hinrundenverlauf noch zwei weitere Male. Die erste Partie der Rückrunde gegen den FC Augsburg absolvierte Ducksch wieder in der Startelf stehend. Beim 2:1-Auswärtserfolg traf der Stürmer per Kopf zum ersten Mal für die Rheinländer in der Bundesliga. Es folgten noch ein weiterer Startelfeinsatz sowie vier Einwechslungen, direkte Torbeteiligungen gelangen dem Westfalen aber nicht mehr.
Im Sommer 2019 kehrte Ducksch in die 2. Bundesliga zurück und wechselte zum zuvor abgestiegenen Klub Hannover 96, bei dem er einen Vertrag bis zum 30. Juni 2022 unterschrieb. Die Niedersachsen hatten im Sommer Ihlas Bebou, Jonathas und Niclas Füllkrug abgeben müssen und verpflichteten neben Ducksch noch Cedric Teuchert leihweise. Der Stürmer absolvierte 28 Ligaspiele und war mit 15 Toren der beste Torschütze seiner Mannschaft sowie der fünftbeste der Liga. Beim 3:0 gegen Wehen Wiesbaden war Ducksch direkt an allen drei Treffern beteiligt, gegen seinen alten Verein Holstein Kiel (2:1) leistete er ein Tor sowie eine Vorlage und im Niedersachsenderby an der Bremer Brücke machten seine beiden Tore am Ende (4:2) den Unterschied aus. In den letzten sechs Partien traf Ducksch immer mindestens einmal und wurde mit den Hannoveranern Sechster. Der kicker honorierte die Leistung des Stürmers insofern, als dass er hinter Fabian Klos, Serdar Dursun und Tim Kleindienst auf Platz 4 der Rangliste des deutschen Fußballs einsortiert wurde. Die Spielzeit 2020/21 verbrachte Ducksch verletzungsfrei. Er war nach wie vor Stammspieler und vertrat Spielführer Dominik Kaiser zweimal im Amt. Mit 24 Scorerpunkten war der Westfale noch vor Genki Haraguchi erneut der mit Abstand statistisch wertvollste Offensivspieler der Mannschaft, mit der er in der Rückserie nur 19 Zähler holen konnte, was der ligainterne drittschlechteste Wert war.

#### Wechsel nach Bremen
Vor dem 5. Spieltag der Saison 2021/22 wechselte Ducksch innerhalb der 2. Bundesliga zum zuvor abgestiegenen SV Werder Bremen, der von Markus Anfang trainiert wurde, den Ducksch noch aus Kieler Zeiten kannte. Er bildete mit Niclas Füllkrug ein erfolgreiches Sturmduo und erzielte in der Saison für Bremen 20 Tore (zzgl. 1 Tor für Hannover), womit er erneut drittbester Zweitligatorschütze wurde und am Saisonende mit den Bremern als Vizemeister die direkte Rückkehr in die Bundesliga feiern konnte. Zweimal erhielt der Angreifer im Saisonverlauf vom kicker die Note 1; im Nordderby gegen den HSV, das mit 3:2 endete, traf Ducksch zweimal, davon einmal per Strafstoß. Nach einem Zweikampf mit Mario Vušković musste er ausgewechselt werden. Auch gegen Mitabsteiger Schalke, ebenfalls ein Aufstiegsaspirant, schoss der Stürmer beim 4:1 zwei Tore und hätte noch weitere Male treffen können.
Auch unter dem bereits im November 2021 für Anfang verpflichteten Ole Werner behielt Ducksch nach dem Wiederaufstieg seinen festen Platz im Doppelsturm mit Füllkrug, blieb hinter diesem aber statistisch gesehen zurück. Drei Tore und sieben Vorlagen standen nach Abschluss der Hinrunde zu Buche, wohingegen Füllkrug zu diesem Zeitpunkt drei Scorerpunkte mehr vorweisen konnte und erstmals in die deutsche A-Nationalmannschaft berufen wurde. Darüber hinaus berücksichtigte der kicker Ducksch nicht in seiner Winterrangliste, Füllkrug hingegen schon. Ducksch erhielt vom Fachmagazin gemischte Zensuren, beispielsweise war er beim 5:1 gegen Borussia Mönchengladbach mit einer 1,0 der „Spieler des Spiels“, schoss ein Tor selbst, bereitete eins vor und leistete mit einer Flanke die „Vorarbeit“ für Ramy Bensebainis Eigentor. Als die Bremer vom 1. FC Köln hingegen am 16. Spieltag mit 1:7 besiegt wurden, war Ducksch mit einer 6 einer der notenschlechtesten Akteure auf dem Feld, obwohl er Füllkrugs einzigen Treffer für Werder vorbereitet hatte. Im Rückrundenverlauf sicherte Ducksch seiner Mannschaft innerhalb einer sechs Partien andauernden Sieglosserie mithilfe zweier Tore einen Punkt beim 2:2 gegen Borussia Mönchengladbach. Am 29. Spieltag gewann er mit Werder mit 4:2 gegen Hertha BSC und schoss drei Tore, was ihm in der Bundesliga erstmals gelang. Bei noch drei ausstehenden Spieltagen stand Bremen sieben Zähler vor dem Relegationsplatz, war aber rechnerisch noch nicht gerettet. Zu diesem Zeitpunkt war Ducksch mit neun Treffern der effektivste Rückrundentorschütze und darüber hinaus hinter seinem Teamkameraden Füllkrug der Deutsche mit den zweitmeisten Saisontoren. Der Stürmer gab an, dass „Werder einen großen Wert [...]“ hätte und er dort „sehr zufrieden“ wäre. Nach Ablauf der Saison verlängerte er seinen Vertrag in Bremen, das weiterhin Erstligist blieb, vorzeitig. Im Kalenderjahr 2023 erzielte Ducksch, der nach dem Wechsel Füllkrugs nach Dortmund fortan am häufigsten mit dem Neuzugang Rafael Borré im Sturm auflief, mit zehn Treffern mehr Auswärtstore als jeder andere Spieler der Bundesliga. Ducksch stellte damit zugleich die Bestmarke von Rudi Völler ein, dem dies ebenfalls als Spieler Werder Bremens in den Jahren 1983 und 1985 gelang. Im Verlauf der Hinserie der Spielzeit 2023/24 schoss der Angreifer insgesamt sieben Tore und leistete fünf Vorlagen. Im November 2023 erhielt er resultierend aus seinen Leistungen erste Einsätze in der A-Nationalmannschaft. Die Rückserie war für ihn ähnlich erfolgreich, als er sein Konto um weitere zehn Scorerpunkte erhöhte. Allerdings blieben Spieler und Verein zwischen dem 23. und dem 29. Spieltag sieglos, weshalb eine zwischenzeitlich mögliche Europapokalqualifikation verspielt wurde.
In der Spielzeit 2024/25 blieb Ducksch erste Wahl auf der Position des Mittelstürmers. Er setzte sich hierbei gegen den Leihspieler André Silva sowie Keke Topp und Oliver Burke durch. Der Angreifer gelangte mit Werder erstmals seit dem Halbfinaleinzug 2021 wieder über die 2. Runde hinaus und stand am Saisonende bei 20 direkten Torbeteiligungen. Auch in seiner letzten Saison in Bremen blieb Ducksch nahezu verletzungsfrei und verpasste lediglich zwei Spiele in Folge einer Muskelverletzung. Mit 59 Scorerpunkten in 99 Spielen seit dem Wiederaufstieg Werder Bremens im Sommer 2022 waren ligatintern nur Harry Kane und Serhou Guirassy statistisch gesehen noch effektiver als er.

#### Transfer nach England
Nach vier Jahren in Bremen unterschrieb Ducksch im August 2025 einen Dreijahresvertrag beim Championship-Aufsteiger Birmingham City.

### Nationalmannschaft
Ducksch spielte in den Jahren 2009 und 2010 schon für die U15- und U16-Nationalmannschaft. Sein Debütspiel für die deutsche U17-Nationalmannschaft absolvierte er am 4. September 2010 beim Länderspiel in Stadthagen gegen Aserbaidschan. Im Jahr 2011 erreichte er mit der U17 den dritten Platz bei der Weltmeisterschaft in Mexiko. Bei der Weltmeisterschaft erzielte er im Gruppenspiel gegen Ecuador (6:1) und im Achtelfinale gegen die USA (4:0) je einen Treffer.
Am 29. Februar 2012 absolvierte er sein Länderspieldebüt für die U18-Nationalmannschaft beim 1:0-Sieg über die Niederlande und erzielte dabei in der 70. Minute den Siegtreffer.
Bundestrainer Julian Nagelsmann berief den Stürmer für die zwei Freundschaftsspiele der A-Nationalmannschaft gegen die Türkei sowie Österreich im November 2023 erstmals in den Kader, nachdem er in zehn Bundesligaspielen für Werder Bremen acht Scorerpunkte beigesteuert hatte. Am 18. November 2023 absolvierte er sein Länderspieldebüt für die A-Nationalmannschaft bei der 2:3-Niederlage gegen die Türkei.

## Erfolge und Auszeichnungen
Borussia Dortmund II
- Meister der Regionalliga West und Aufstieg in die 3. Liga: 2012

Holstein Kiel
- Aufstieg in die 2. Bundesliga: 2017
- SHFV-Pokalsieger: 2017

Werder Bremen
- Aufstieg in die Bundesliga: 2022

Persönliche Auszeichnungen
- Torschützenkönig
  - der B-Junioren-Bundesliga West: 2011 (33 Tore)
  - der 2. Bundesliga: 2018 (18 Tore)